# Беван Гарі
Беван Гарі (англ. Bevan Hari, 4 січня 1975) — новозеландський хокеїст на траві.
Учасник Олімпійських Ігор 2004 року.
Срібний призер Ігор Співдружності 2002 року.
Срібний призер Виклику чемпіонів 2007 року.